# الإغماء الحراري
الإغماء الحراري هو آخر مرحلة في نفس عملية ضربة الشمس ، ويحدث في ظل ظروف مماثلة لضربة الشمس ولا يتميز عن هذا الأخير بواسطة بعض السوابق. تتمثل الأعراض الأساسية للإغماء الحراري في أن درجة حرارة الجسم تكون فوق 40 درجة مئوية (104 درجة فهرنهايت) مع دوار، أو بدون تشويش ذهني ، والتي تحدث في ضربة الشمس. ويحدث الإغماء الحراري بواسطة زيادة بسيطة في الحرارة مع عدم كفاية المياه أو الملح. ويكون أكثر شيوعاً في الشباب من ضربة الشمس الحقيقية.

## التصنيف
الإغماء الحراري هو نوع من أمراض الحرارة.

## الأسباب
يحدث الإغماء الحراري عندما ينخفض ضغط الدم في الجسم و تتمدد (تتوسع) الشرايين (الأوعية الدموية الصغيرة ) في الجلد ليشع بالحرارة. وأيضا يتبخر الماء من الدم مخفضاً حجم الدم وبالتالي ينخفض ضغط الدم كذلك. والنتيجة هي قلة الدم المتجه إلى المخ مسبباً في تخفيف الصلابة و الدوار.

## العلاج
العلاج الأساسي للإغماء الحراري مشابهة للدوار: يتم وضع المريض على مقعد أو بـ وضع مستلق مع رفع الساقين. وتدار المياه ببطء، وينقل المريض إلى منطقة أكثر برودة.

تم الاسترجاع من "Heat syncope"